# Parc de la Cité de Saint-Hubert
45° 29′ 12″ N, 73° 24′ 31″ O

Le parc de la Cité est un parc de loisirs de l'arrondissement Saint-Hubert à Longueuil, au Québec, au Canada.

## Géographie
Ce parc est situé entre le boulevard Gaétan Boucher et la rue des Orchidées; entre le boulevard Julien Bouthillier et le boulevard Cousineau. Chacune de ces rues comporte une entrée au parc; une autre entrée est située au bout du boulevard Davis.
Créé en 1992, ce parc fait plus de 960 000 m2, et contient un lac artificiel d'une longueur de 1,1 km, ceinturé d'un boisé ainsi qu'une plaine gazonnée. Les pistes piétonnière et de vélo autour du lac s'étirent sur 8,0 km jusqu'à la bibliothèque Raymond-Lévesque. Une montagne artificielle a été aménagée du côté est du parc et permet d'avoir une vue sur Montréal (côté ouest) et les Montérégiennes (côté est).
Le sentier "La Montée du chemin de Chambly" de la Route Verte (piste cyclable) est adjacent (côté sud) au parc de la cité.

## Attractions

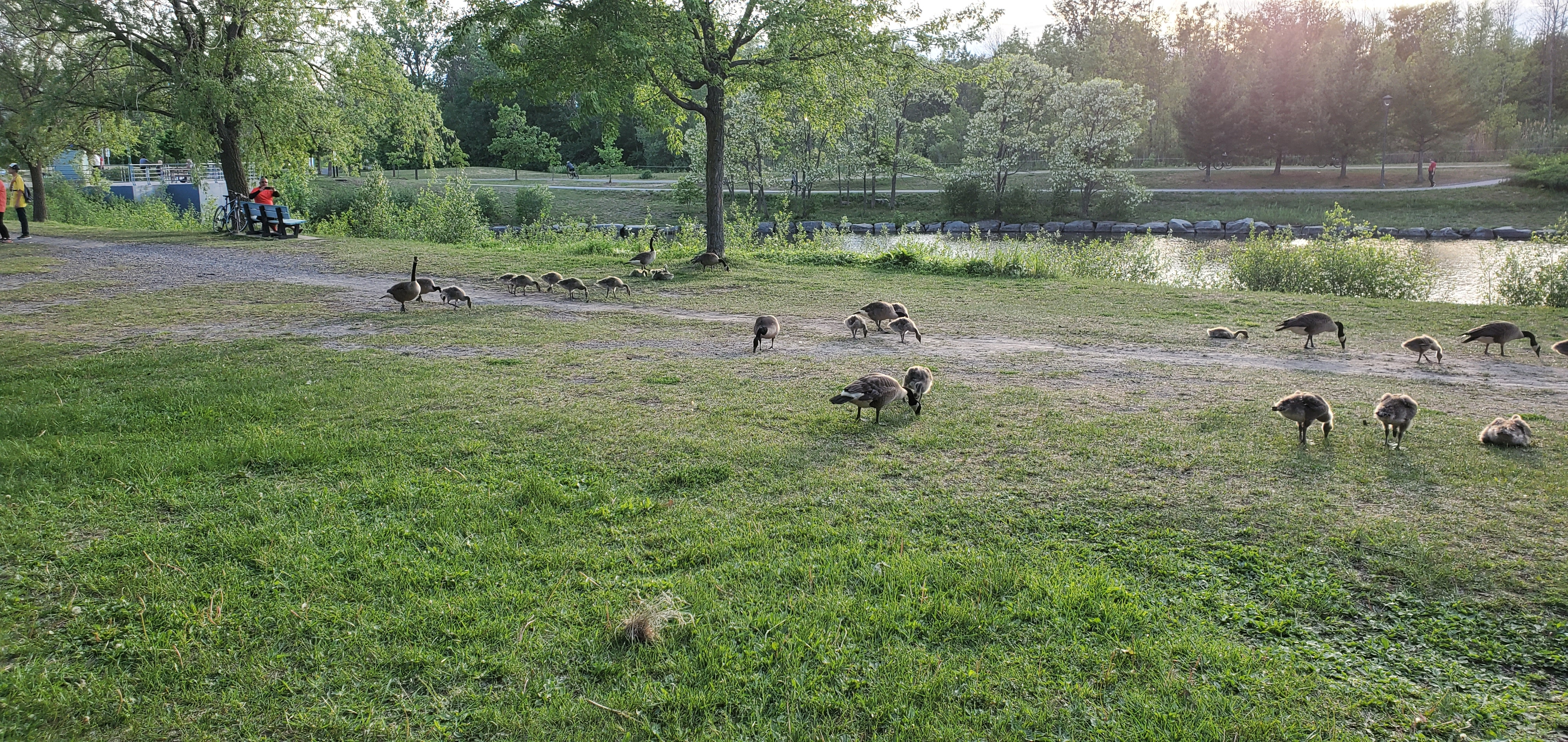
Oies au Parc de la Cité à Saint-Hubert, Québec en juin 2020

Un circuit d'équipements d'exercices intergénérationnel se trouve dans le parc, tout comme des jeux d'eau, un rond de glace, des sentiers piétonniers, de raquette et de ski de fond qui sont fonctionnels au gré des saisons.

## Pavillon d'accueil

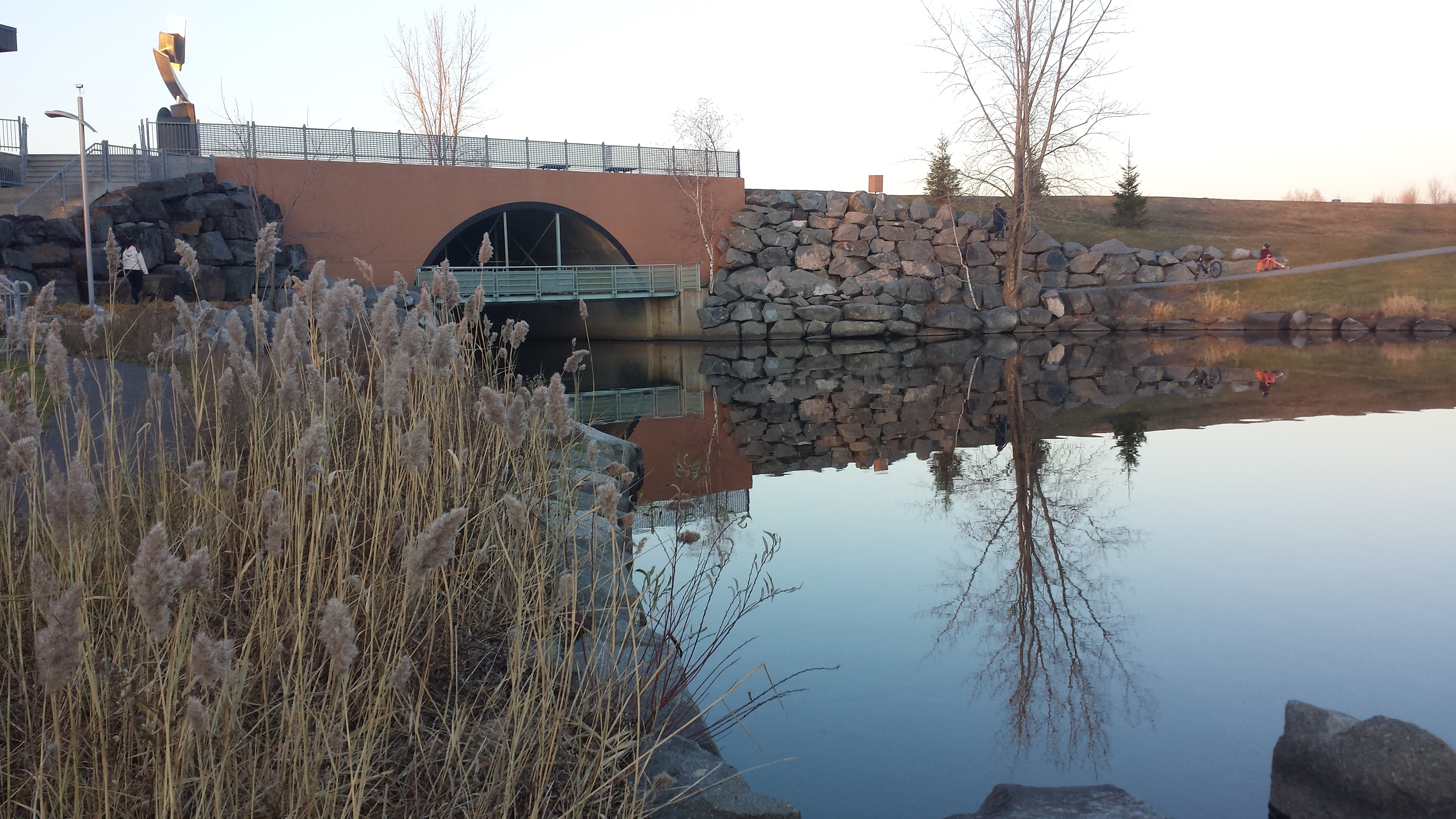
Passerelle et pont prolongeant le boulevard Davis et enjambant le lac de la cité

Un pavillon d'accueil de 550 mètres carrés comprenant des services de premiers soins, services sanitaire ainsi qu'un café, un stationnement gratuit et des espaces de repos ont aussi été aménagés. Celui-ci offre également la location d'équipement sportif estival et hivernal.

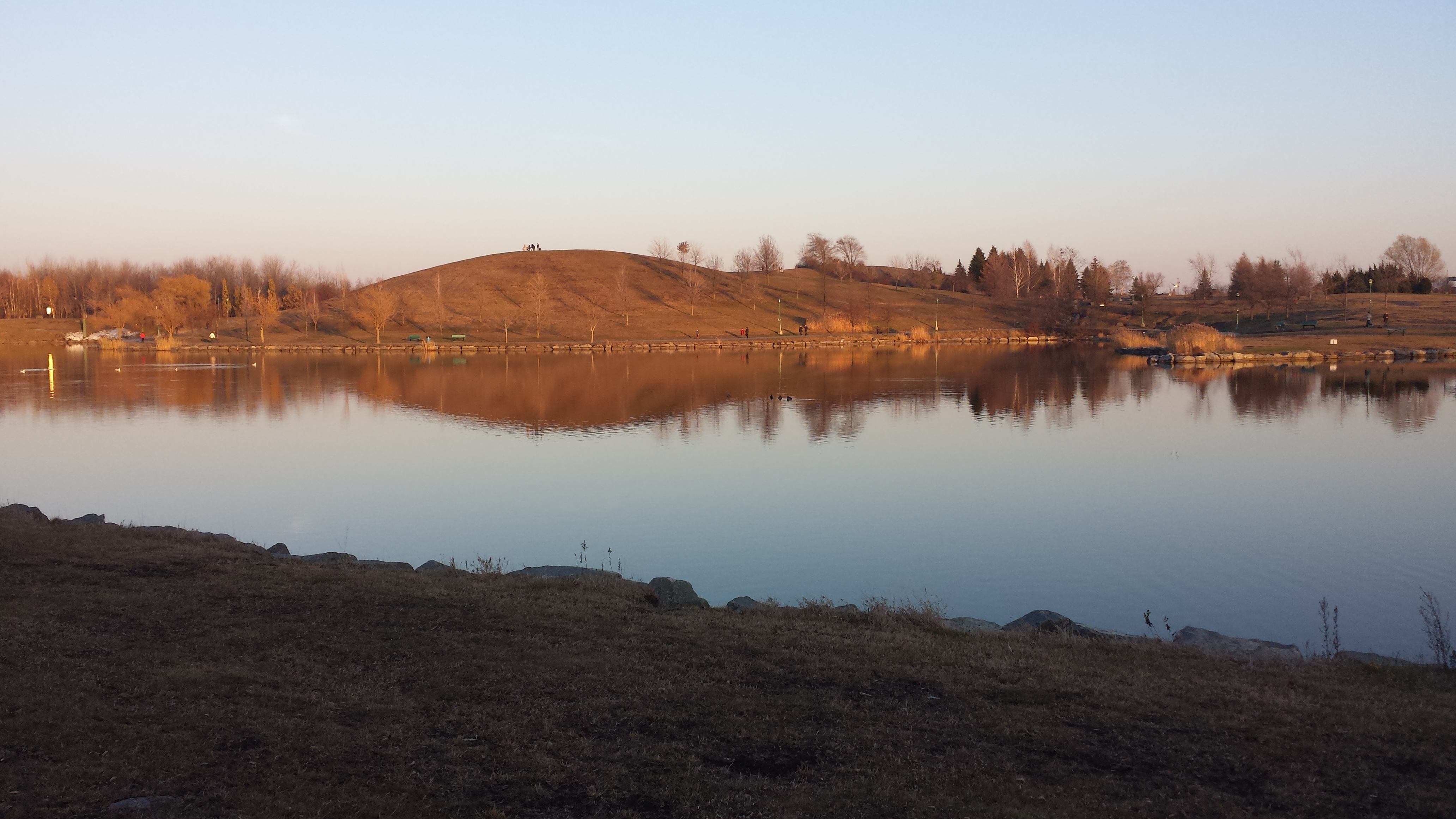
Montagne artificielle du côté Est du Parc de la Cité de Saint-Hubert.

## Heures d'ouverture

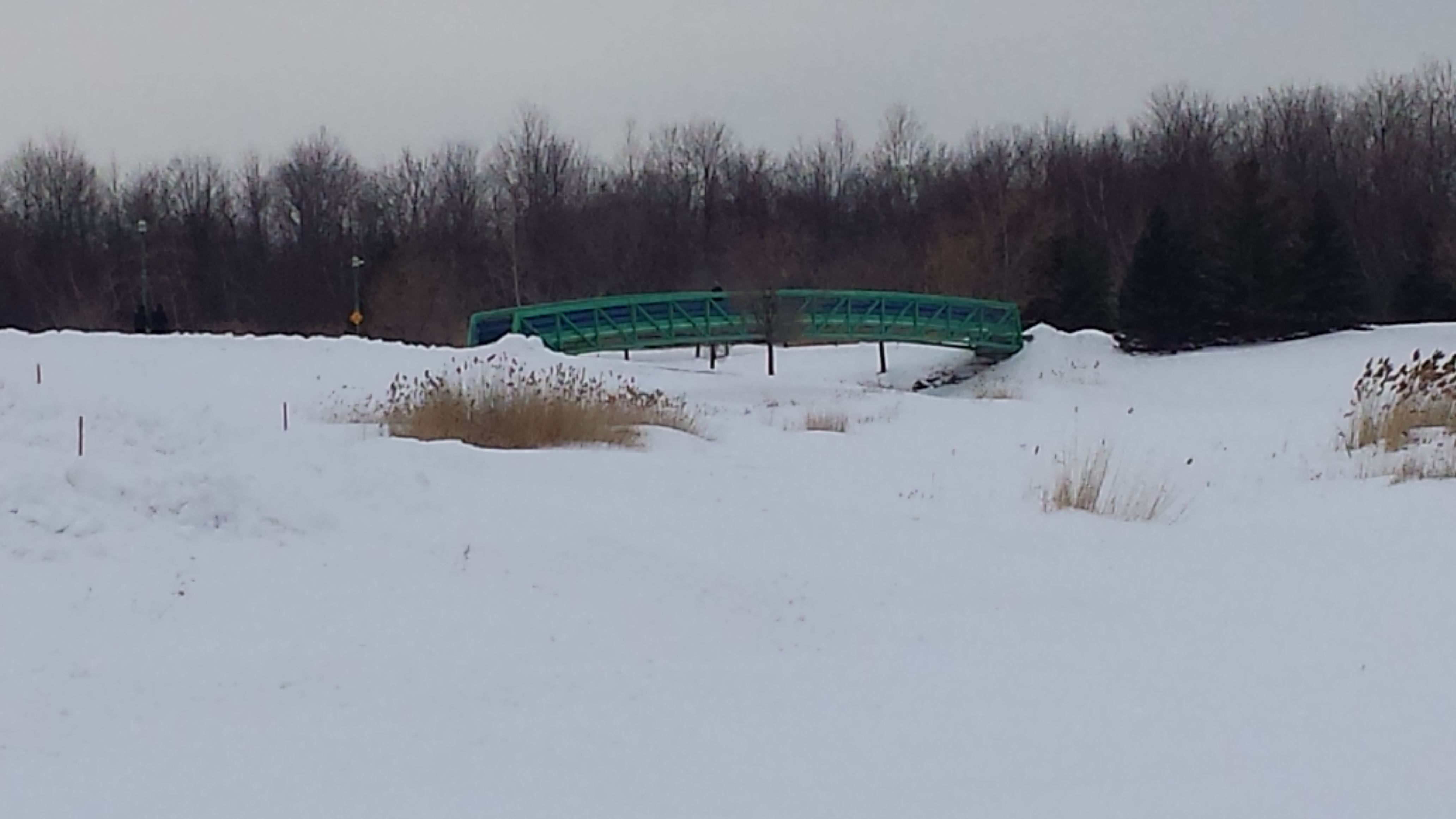
Photo prise en hiver du pont piétonnier du parc de la Cité.

Le parc est ouvert à l'année de 7h00 à 23h00. Le pavillon d'accueil du boulevard Davis est ouvert selon les modalités suivantes : 
| Période                     | Heures d'ouverture |
| --------------------------- | ------------------ |
| Mi-octobre à la mi-décembre | 8h30 à 20h00       |
| Mi-décembre à la mi-mars    | 8h30 à 22h30       |
| Mi-mars à la mi-juin        | 8h30 à 20h00       |
| Mi-juin à la mi-octobre     | 8h30 à 22h30       |